# Спомен-музеј Парохијског дома у Вранићу
Спомен музеј Парохијског дома у Вранићу се налази у црквеној порти у Вранићу. Настао је захваљујући великом, вишедецнијском труду, знању и посвећености вранићког пароха и протојереја-ставрофора Радивоја Митровића. У порти се налазе две цркве: црква Светог Илије и црква брвнара Светих Четрдесет мученика. 
Осим цркава и Парохијског дома налазе још и стари надгробници, стара кућа породице Матић, једина је до данас идентификована устаничка кућа на београдском подручју и поповска кућа, па цео комплекс данас представља немерљиво значајно споменичко наслеђе.

## Музејска поставка
Музеј је подељен на два нивоа и више специјализованих одаја. На горњем нивоу се налазе предмети из најстаријег периода. Датирају из доба неолита: остаци мамутових зуба, винчанских идола, посуде и оружје из римског периода, келтски, византијски, римски новац и новац средњевековне Србије и др. На нижем нивоу су експонати из скорије прошлости: богослужбени предмети, одежде, свете сасуде, велики број икона, богослужбене књиге и записи, старе народне ношње и предмети за свакодневну употребу.
Међу најлепша уметничка дела спада Хаџи-Рувимов крст, израђен око 1800-те године.
Иконостас и највећи број икона потичу из Цркве брвнаре у Вранићу, која је у фази реконструкције.
Од богослужбених књига највредније су Октоих, осмогласник, штампан у манастиру Дермани, септембра 1604. године, затим Октоих, штампан у Москви 1756. године, Триод, штампан у Москви 1796. године, Јеванђеље, штампано у Москви 1794. године, Псалтир, штампан у Кијевско-печерској лаври 1790. године, Пентикостар, штампан у Москви 1795. године, Требник, штампан у Москви 1796. године и многе друге настале у 18. и 19. веку. Спомен-музеј предеставља сведочанство о целокупној историји и култури Вранића.

## Галерија
- Улаз у Спомен-музеј
- Дарохранилица
- Хаџи Рувимов крст
- Пергамент јеврејске Торе из 16. века
- Инсигније и одежда шумадијског епископа Саве
- Одежда владике Валеријана, првог епископа епархије шумадијске
- Дрвено постоље за свећњак или рипиде
- Богослужбене књиге
- Витрина са остацима предмета из Неолита нађених на тлу Вранића
- Хладно оружје из 19. века
- Преслице
- Дрвена шкриња за спрему из 1846. године